# Aéroport de Yarmouth

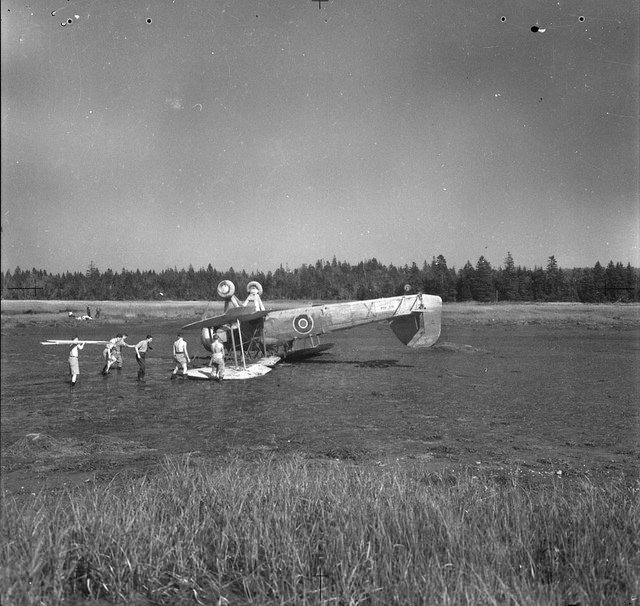
Accident d'un avion de la RAF en 1943 à Yarmouth

L'aéroport de Yarmouth (code IATA : YQI • code OACI : CYQI) est un aéroport international situé près de Yarmouth en Nouvelle-Écosse.
C'était à l'origine une base d'entraînement de la Royal Air Force durant la Seconde Guerre mondiale.
Il dispose de deux pistes, de longueur 1 829 m et 1 524 m.
Le 11 novembre 1971, un Boeing 747 d'Iberia en provenance de Madrid et à destination de New York a effectué un atterrissage d'urgence à Yarmouth à la suite d'une alerte à la bombe. La piste étant trop courte pour redécoller, les passagers ont du être évacués par un DC9, et le 747 est reparti à vide, aucune menace n'ayant été finalement détectée.